# Hominini
Hominini (Gray, 1825) è una tribù di ominidi che comprende, a partire da un antenato comune, l'essere umano, lo scimpanzé comune, il bonobo e numerosi generi estinti che hanno preceduto l'essere umano.
La tribù fa parte della sottofamiglia degli Homininae (con cui non va confusa), comprendente anche i gorilla, i quali formano la tribù a sé stante dei Gorillini.

## Origine
L'istituzione della tribù derivò dall'idea che, pur ammettendo una forte parentela fra i tre generi viventi della sottofamiglia Homininae (Homo, Gorilla e Pan), l'uomo e lo scimpanzé fossero più strettamente imparentati fra loro di quanto non lo fossero coi gorilla: i ritrovamenti fossili confermarono questa teoria, datando la separazione completa fra queste due linee evolutive fra i 6 e i 5,5 milioni di anni fa, dopo un processo di speciazione durato circa quattro milioni di anni. Per poter dividere i generi Homo e Pan, bisogna infatti scendere al rango di sottotribù.
È interessante notare che nessuno dei fossili ritrovati finora viene ascritto alla sottotribù dei Panina, di cui fanno parte unicamente le due specie di scimpanzé attualmente viventi, mentre tutti i fossili di ominidi preistorici vengono generalmente classificati nella sottotribù degli Hominina. Il confine fra le due sottotribù è però assai labile e dettato principalmente da ragioni di etica, tanto che molti studiosi propenderebbero per una riclassificazione dell'uomo come appartenente al genere Pan o, viceversa, per un accorpamento di Pan a Homo.
Fra gli appartenenti alla sottotribù Hominina, Orrorin e Sahelanthropus sono considerate forme assai ancestrali di Hominini, che vissero durante il periodo di separazione fra le due sottotribù attuali: ciò fa supporre che questi due generi possano essere gli antenati comuni di uomini e scimpanzé.

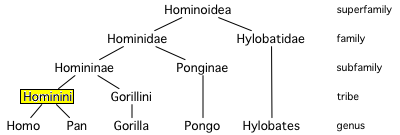
Albero evolutivo degli Hominoidea: dopo una prima separazione dalla linea principale degli Hylobatidae (attuali gibboni), circa 8 milioni di anni fa anche la linea dei Pongidae si staccò, portando agli attuali orang-utan, mentre gli Homininae si divisero più tardi in Gorillini e Hominini

## Tassonomia
- Tribù Hominini
  - Sottotribù Hominina
    - Genere Sahelanthropus †
    - Genere Orrorin †
    - Genere Ardipithecus †
    - Genere Australopithecus †
    - Genere Paranthropus †
    - Genere Kenyanthropus †
    - Genere Homo

  - Sottotribù Panina
    - Genere Pan